# Copa do Brasil de Futebol Feminino 2016
Der Wettbewerb um die Copa do Brasil de Futebol Feminino 2016 war die zehnte Austragung des nationalen Verbandspokals im Frauenfußball der Confederação Brasileira de Futebol (CBF) in Brasilien. Pokalsieger wurde die Vereinskooperative Corinthians / Audax aus Osasco im Bundesstaat São Paulo.
Von der CBF ist dem Pokalsieger dieser Saison ein Startplatz für die Copa Libertadores Femenina der folgenden Saison zugesichert wurden. Titelverteidiger AE Kindermann hatte aufgrund des Mordes an seinem Trainer im Dezember 2015 den Spielbetrieb eingestellt und ist folglich nicht zur Titelverteidigung angetreten.

## Modus
Der Wettbewerb wurde in einem Rundenturnier ausgetragen, den die teilnehmenden zweiunddreißig Vereine im K.-o.-System bestreiten mussten. Jede Runde wurde ein Hin- und Rückspiel gespielt, in denen die Auswärtstorregelung galt. Hatte aber eine Gastmannschaft das Hinspiel mit einer Differenz von mindestens drei Toren gewonnen, ist das Rückspiel zu ihren Gunsten entfallen. Dies galt nur für die ersten zwei Runden.

## Teilnehmende Vereine
| Bundesstaat         | Verein                   | Qualifikation                  |
| ------------------- | ------------------------ | ------------------------------ |
| Acre                | Atlético Acreano         | Staatsmeisterschaft 2015: 1.   |
| Alagoas             | UD Alagoana              | Staatsmeisterschaft 2015: 1.   |
| Amapá               | Oratório RC              | Staatsmeisterschaft 2015: 1.   |
| Amazonas            | EC Iranduba              | Staatsmeisterschaft 2015: 1.   |
| Bahia               | São Francisco EC         | Staatsmeisterschaft 2015: 1.   |
| Ceará               | Caucaia EC               | Staatsmeisterschaft 2015: 1.   |
| Distrito Federal    | CRESSPOM                 | Distriktmeisterschaft 2015: 1. |
| Espírito Santo      | Vila Nova FC             | Staatsmeisterschaft 2015: 1.   |
| Goiás               | Aliança FC               | Staatsmeisterschaft 2015: 1.   |
| Maranhão            | JV Lideral FC            | Staatsmeisterschaft 2015: 1.   |
| Mato Grosso         | Mixto EC                 | Staatsmeisterschaft 2015: 1.   |
| Mato Grosso do Sul  | EC Comercial             | Staatsmeisterschaft 2015: 1.   |
| Minas Gerais        | Ipatinga FC              | Staatsmeisterschaft 2015: 1.   |
| Pará                | Pinheirense EC           | Staatsmeisterschaft 2015: 1.   |
| Paraíba             | Botafogo FC (PB)         | Staatsmeisterschaft 2015: 1.   |
| Paraná              | Foz Cataratas FC         | Staatsmeisterschaft 2015: 1.   |
| Pernambuco          | Acadêmica Vitória        | Staatsmeisterschaft 2015: 1.   |
| Pernambuco          | Náutico Capibaribe       | Staatsmeisterschaft 2015: 2.   |
| Piauí               | SE Tiradentes            | Staatsmeisterschaft 2015: 1.   |
| Rio de Janeiro      | CR Flamengo              | Staatsmeisterschaft 2015: 1.   |
| Rio de Janeiro      | Barcelona EC             | Staatsmeisterschaft 2015: 2.   |
| Rio Grande do Norte | SE União                 | Staatsmeisterschaft 2015: 1.   |
| Rio Grande do Sul   | ACB Estância Velha       | Staatsmeisterschaft 2015: 1.   |
| Rondônia            | Porto Velho FC           | Staatsmeisterschaft 2015: 1.   |
| Roraima             | São Raimundo EC          | Staatsmeisterschaft 2015: 1.   |
| Santa Catarina      | Chapecoense              | Staatsmeisterschaft 2015: 2.   |
| Santa Catarina      | AD de Araranguá          | Staatsmeisterschaft 2015: 3.   |
| São Paulo           | São José EC              | Staatsmeisterschaft 2015: 1.   |
| São Paulo           | Corinthians / Audax      | Staatsmeisterschaft 2015: 3.   |
| São Paulo           | Santos FC                | Staatsmeisterschaft 2015: 4.   |
| Sergipe             | Sociedade Boca Júnior FC | Staatsmeisterschaft 2015: 1.   |
| Tocantins           | Paraíso EC               | Staatsmeisterschaft 2015: 2.   |

## Erste Runde
Spielaustragungen zwischen dem 24. August und 4. September 2016.
|                          | Gesamt          |                   | Hinspiel | Rückspiel |
| ------------------------ | --------------- | ----------------- | -------- | --------- |
| UD Alagoana              | 4:7             | Acadêmica Vitória | 2:4      | 2:3       |
| Barcelona EC1            | 6:3             | EC Comercial1     | 1:0      | 5:3       |
| CRESSPOM                 | 8:1             | Aliança FC        | 7:0      | 1:1       |
| SE União1                | 7:3             | Caucaia EC1       | 3:1      | 4:2       |
| Náutico Capibaribe       | 1:4             | Botafogo FC (PB)  | 0:1      | 1:3       |
| Sociedade Boca Júnior FC | 0:15            | São Francisco EC  | 0:15     | ---       |
| ACB Estância Velha       | 4:5             | Chapecoense       | 2:2      | 2:3       |
| AD de Araranguá          | 1:4             | Foz Cataratas FC  | 1:1      | 0:3       |
| JV Lideral FC            | 4:4 (5:3 i. E.) | SE Tiradentes     | 2:2      | 2:2       |
| São Raimundo EC          | 0:6             | EC Iranduba       | 0:1      | 0:5       |
| Vila Nova FC             | 5:1             | Ipatinga FC       | 4:0      | 1:1       |
| Paraíso EC               | 0:3             | São José EC       | 0:3      | ---       |
| Porto Velho FC           | 1:2             | Atlético Acreano  | 1:1      | 0:1       |
| Oratório RC              | 0:7             | CR Flamengo       | 0:7      | ---       |
| Santos FC                | 21:0            | Mixto EC          | 10:0     | 11:0      |
| Corinthians / Audax      | 11:0            | Pinheirense EC    | 9:0      | 2:0       |

1Barcelona EC und SE União sind wegen des Einsatzes von nichtgemeldeten Spielerinnen disqualifiziert wurden.

## Zweite Runde
Spielaustragungen zwischen dem 7. und 14. September 2016.
|                     | Gesamt |                   | Hinspiel | Rückspiel |
| ------------------- | ------ | ----------------- | -------- | --------- |
| Chapecoense         | 0:6    | Foz Cataratas FC  | 0:1      | 0:5       |
| Corinthians / Audax | 5:2    | Santos FC         | 3:0      | 2:2       |
| CRESSPOM            | 2:2    | EC Iranduba       | 1:0      | 1:2       |
| JV Lideral FC       | 9:0    | Caucaia EC        | 6:0      | 3:0       |
| Botafogo FC (PB)    | 0:1    | São Francisco EC  | 0:1      | 0:0       |
| Atlético Acreano    | 0:13   | São José EC       | 0:13     | ---       |
| EC Comercial        | 1:6    | Acadêmica Vitória | 1:6      | ---       |
| Vila Nova FC        | 0:6    | CR Flamengo       | 0:6      | ---       |

## Viertelfinale
Spielaustragungen zwischen dem 21. und 28. September 2016.
|                   | Gesamt |                     | Hinspiel | Rückspiel |
| ----------------- | ------ | ------------------- | -------- | --------- |
| Acadêmica Vitória | 0:3    | CRESSPOM            | 0:1      | 0:2       |
| São Francisco EC  | 1:6    | Foz Cataratas FC    | 0:0      | 1:6       |
| JV Lideral FC     | 0:6    | São José EC         | 0:1      | 0:5       |
| CR Flamengo       | 1:2    | Corinthians / Audax | 1:1      | 0:1       |

## Halbfinale
Spielaustragungen zwischen dem 5. und 13. Oktober 2016.
|                     | Gesamt |             | Hinspiel | Rückspiel |
| ------------------- | ------ | ----------- | -------- | --------- |
| Foz Cataratas FC    | 3:5    | São José EC | 1:1      | 2:4       |
| Corinthians / Audax | 3:2    | CRESSPOM    | 2:0      | 1:2       |

## Finale

### Hinspiel
| São José EC                                                       | São José EC | Corinthians / Audax | Corinthians / Audax |
| ----------------------------------------------------------------- | --- | --- | ------------------- |
| São José EC                                                       | \| 19. Oktober 2016 in São José dos Campos (Estádio Martins Pereira) \| \| Ergebnis: 2:2 (1:1) \| \| Schiedsrichter: Katiucia da Mota Lima \| | \| 19. Oktober 2016 in São José dos Campos (Estádio Martins Pereira) \| \| Ergebnis: 2:2 (1:1) \| \| Schiedsrichter: Katiucia da Mota Lima \| | Corinthians / Audax |
| São José EC                                                       | Cheftrainer: Emily Lima | Cheftrainer: Arthur Elias | Corinthians / Audax |
| São José EC                                                       | 1:1 Raquel Santiago (28.) 2:2 Rosana (73.) | 0:1 Paulinha (21.) 1:2 Pardal (47.) | Corinthians / Audax |
| 19. Oktober 2016 in São José dos Campos (Estádio Martins Pereira) | | |                     |
| Ergebnis: 2:2 (1:1)                                               | | |                     |
| Schiedsrichter: Katiucia da Mota Lima                             | | |                     |

### Rückspiel
| Corinthians / Audax                                                    | Corinthians / Audax | São José EC | São José EC |
| ---------------------------------------------------------------------- | --- | --- | ----------- |
| Corinthians / Audax                                                    | \| 27. Oktober 2016 in Osasco (Estádio Municipal Prefeito José Liberatti) \| \| Ergebnis: 3:1 (1:0) \| \| Schiedsrichterin: Regildenia de Holanda Moura \| | \| 27. Oktober 2016 in Osasco (Estádio Municipal Prefeito José Liberatti) \| \| Ergebnis: 3:1 (1:0) \| \| Schiedsrichterin: Regildenia de Holanda Moura \| | São José EC |
| Corinthians / Audax                                                    | Cheftrainer: Arthur Elias | Cheftrainerin: Emily Lima | São José EC |
| Corinthians / Audax                                                    | 1:0 Pardal (24.) 2:0 Chú Santos (68.) 3:1 Gabi Nunes (82.)                                                                                                 | 2:1 Raquel Santiago (72.) | São José EC |
| 27. Oktober 2016 in Osasco (Estádio Municipal Prefeito José Liberatti) | | |             |
| Ergebnis: 3:1 (1:0)                                                    | | |             |
| Schiedsrichterin: Regildenia de Holanda Moura                          | | |             |

## Beste Torschützinnen
| Rang | Spieler    | Klub                | Tore |
| ---- | ---------- | ------------------- | ---- |
| 1.   | Chú Santos | Corinthians / Audax | 12   |
| 2.   | Danyelle   | CRESSPOM            | 9    |
| 3.   | Rosana     | São José EC         | 7    |
| 3.   | Rafinha    | JV Lideral FC       | 7    |

## Gesamtklassement
Die Tabelle diente lediglich zur Feststellung der Platzierung der einzelnen Mannschaften im Wettbewerb. Vorrangiges Kriterium in der Sortierung hat das Erreichen der jeweiligen Runde. Darauf folgen:
1. Anzahl Punkte
2. Anzahl Siege
3. Tordifferenz
4. Anzahl erzielter Tore
5. Direkter Vergleich

| Pl. | Verein                   | Sp. | S | U | N | Tore    | Diff. | Punkte |
| --- | ------------------------ | --- | - | - | - | ------- | ----- | ------ |
| 1.  | Corinthians / Audax      | 10  | 6 | 3 | 1 | 026:800 | +18   | 21     |
| 2.  | São José EC              | 8   | 5 | 2 | 1 | 030:800 | +22   | 17     |
| 3.  | CRESSPOM                 | 8   | 5 | 1 | 2 | 015:600 | +9    | 16     |
| 4.  | Foz Cataratas FC         | 8   | 4 | 3 | 1 | 019:700 | +12   | 15     |
| 5.  | Acadêmica Vitória        | 5   | 3 | 0 | 2 | 013:800 | +5    | 09     |
| 6.  | São Francisco EC         | 5   | 2 | 2 | 1 | 018:600 | +12   | 08     |
| 7.  | JV Lideral FC            | 6   | 2 | 2 | 2 | 013:100 | +3    | 08     |
| 8.  | CR Flamengo              | 4   | 2 | 1 | 1 | 014:200 | +12   | 07     |
| 9.  | EC Iranduba              | 4   | 3 | 0 | 1 | 008:200 | +6    | 09     |
| 10. | Santos FC                | 4   | 2 | 1 | 1 | 024:500 | +19   | 07     |
| 11. | Botafogo FC (PB)         | 4   | 2 | 1 | 1 | 004:200 | +2    | 07     |
| 12. | Vila Nova FC             | 3   | 1 | 1 | 1 | 005:700 | −2    | 04     |
| 13. | Chapecoense              | 4   | 1 | 1 | 2 | 005:100 | −5    | 04     |
| 14. | Atlético Acreano         | 3   | 1 | 1 | 1 | 002:140 | −12   | 04     |
| 15. | EC Comercial             | 3   | 0 | 0 | 3 | 004:120 | −8    | 0      |
| 16. | Caucaia EC               | 4   | 0 | 0 | 4 | 003:160 | −13   | 0      |
| 17. | SE União                 | 2   | 2 | 0 | 0 | 007:300 | +4    | 06     |
| 18. | Barcelona EC             | 2   | 2 | 0 | 0 | 006:300 | +3    | 06     |
| 19. | SE Tiradentes            | 2   | 0 | 2 | 0 | 004:400 | ±0    | 02     |
| 20. | ACB Estância Velha       | 2   | 0 | 1 | 1 | 004:500 | −1    | 01     |
| 21. | AD de Araranguá          | 2   | 0 | 1 | 1 | 001:400 | −3    | 01     |
| 22. | Ipatinga FC              | 2   | 0 | 1 | 1 | 001:500 | −4    | 01     |
| 23. | Aliança FC               | 2   | 0 | 1 | 1 | 001:700 | −6    | 01     |
| 24. | Porto Velho FC           | 2   | 0 | 0 | 2 | 001:200 | −1    | 0      |
| 25. | UD Alagoana              | 2   | 0 | 0 | 2 | 004:700 | −3    | 0      |
| 26. | Náutico Capibaribe       | 2   | 0 | 0 | 2 | 001:400 | −3    | 0      |
| 27. | Paraíso EC               | 1   | 0 | 0 | 1 | 000:300 | −3    | 0      |
| 28. | São Raimundo EC          | 2   | 0 | 0 | 2 | 000:600 | −6    | 0      |
| 29. | Oratório RC              | 1   | 0 | 0 | 1 | 000:700 | −7    | 0      |
| 30. | Pinheirense EC           | 2   | 0 | 0 | 2 | 000:110 | −11   | 0      |
| 31. | Sociedade Boca Júnior FC | 1   | 0 | 0 | 1 | 000:150 | −15   | 0      |
| 31. | Mixto EC                 | 1   | 0 | 0 | 1 | 000:210 | −21   | 0      |

## Saison 2016
- Campeonato Brasileiro de Futebol Feminino 2016
- Campeonato Brasileiro Série A 2016

## Weblink
- www.cbf.com.br – Saisonstatistik Copa do Brasil de Futebol Feminino 2016.